# Sans état d'âme
Pour plus de détails, voir Fiche technique et Distribution.
Sans état d'âme (titre italien : La donna di nessuno) est un film franco-italien réalisé par Vincenzo Marano, sorti en avril 2008 en France et en juin 2009 en Italie.

## Synopsis
Le juge Delvaux, très bourgeoisement marié à Camille, est l'amant de Sarah, prostituée du réseau de Tante Louise. Celle-ci est arrêtée et Mélanie, une de ses call-girls, est convaincue de témoigner contre elle par le juge. Mais elle meurt. Le commissaire Grégoire est amené, comme la journaliste Jeanne Dupuis, à enquêter sur ce décès. 

## Fiche technique
- Titre : Sans état d'âme
- Titre italien : La donna di nessuno
- Réalisation : Vincenzo Marano
- Scénario : Candice Hugo, Clara Dupont-Monod, Marc Quentin
- Durée : 108 minutes
- Pays :  France /  Italie
- Date de sortie : 2 avril 2008  France / 26 juin 2009  Italie

## Distribution
- Laurent Lucas : le juge Martin Delvaux
- Hélène de Fougerolles : Jeanne Dupuis, journaliste
- Thierry Frémont : Grégoire, commissaire de police
- Candice Hugo : Sarah Rousseau,prostituée
- Anna Galiena : Tante Louise
- Christine Citti : Karine Fauconnier,policière
- Cyrielle Clair : Camille Delvaux
- Bernard Verley : Richard - Le rédacteur en chef
- Élisabeth Commelin : Marie, greffière du juge Delvaux
- Carole Bianic : Mélanie,prostituée
- Magaly Berdy : Procureur Joasse
- Jacques Zabor : le père de Camille
- Benjamin Feitelson : Homme d'affaires
- Lilou Fogli : une fille dans l'avion
- Jean-Yves Freyburger : Inspecteur